# Le Petit Cheval bossu (conte)
Pour les articles homonymes, voir Le Petit Cheval bossu.

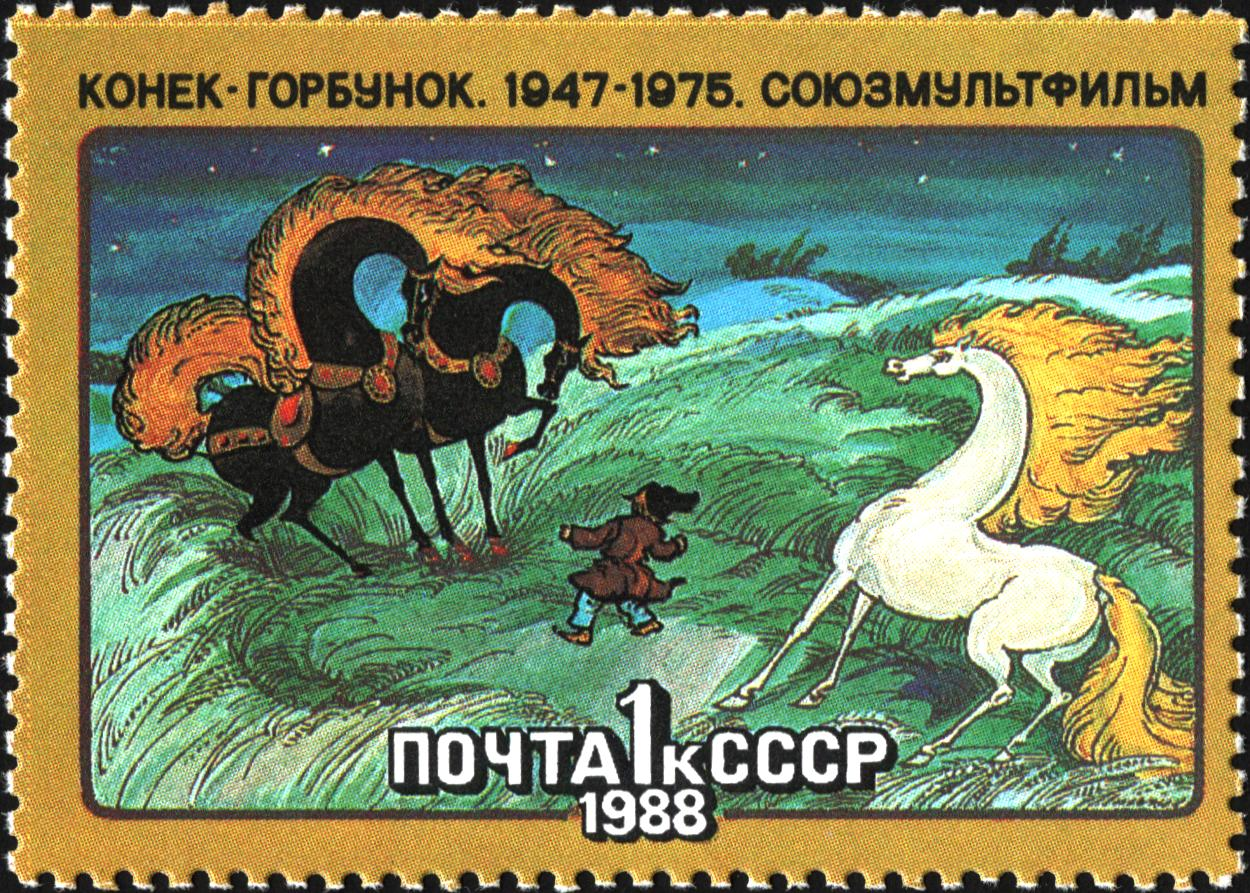
Le Petit Cheval bossu (dessin animé), timbre soviétique de 1988

Le Petit Cheval bossu (en russe : Конёк-горбунок, Koniok-Gorbounok) est un conte de la littérature russe, écrit en vers en 1834 par Piotr Erchov, d’après le folklore russe. Il est associé au conte-type ATU 531 (The Clever Horse). Le conte fut publié d’abord par extraits dans la revue mensuelle pétersbourgeoise La Bibliothèque pour la lecture et en entier en 1856. Dès le début, il fut apprécié par Pouchkine à qui Erchov et Senkovski l’avaient fait lire.
Cette œuvre a inspiré des ballets et des films. Rodion Chtchedrine (né en 1932) en a tiré un ballet (1955) ; le compositeur Éric Voegelin a composé en 2007 un conte symphonique du même nom.
Le Petit Cheval bossu (1834) : conte russe en trois parties, de Piotr Pavlovitch ERCHOV, traduit en français par Michèle COUVRET (Edilivre, 2023).

## Sujet
Un paysan avait trois fils, Daniel intelligent, Gabriel dans la moyenne et Ivan plutôt simplet. Ils vendaient leur froment en ville, mais ils remarquent un jour que les grains ont été foulés par quelqu’un. Ils décident de monter la garde à tour de rôle. Cependant les aînés, craignant le froid de la nuit, abandonnent leur garde, tandis que le cadet, lorsque son tour arrive, voir arriver à minuit une magnifique jument blanche avec une crinière d’or. Il l’attrape, la jument lui dit alors que s’il la libère elle lui donnera les trois poulains auxquels elle va bientôt donner naissance. Les deux premiers seront très beaux et il pourra les vendre et le troisième, tout bossu pourra être son meilleur ami.
Trois jours après la jument donne naissance aux trois poulains promis. Daniel et Gabriel par hasard trouvent les deux premiers chevaux magnifiques avec une belle crinière d’or et décident de les vendre. S’apercevant du méfait en arrivant le soir, Ivan est fort contrarié. Le Petit Cheval bossu lui raconte ce qui s’est passé et le mène à ses deux frères. Ceux-ci décident donc d’aller tous les trois en ville pour se partager le produit de la vente. En chemin, ils aperçoivent de loin une petite lueur. Daniel demande à son frère Ivan de lui en rapporter une étincelle,  et ce dernier enfourche son Petit Cheval bossu. Arrivé près du feu, il s’aperçoit que cela ne brûle pas, ni ne fait de fumée... Le Petit Cheval bossu lui explique qu’il s’agit en fait de l’Oiseau de feu, et qu’il vaut mieux ne pas le toucher, sinon cela porte malheur, mais Ivan ne suit pas son conseil : il prend une plume de l’oiseau qu’il cache dans son chapeau et retourne vers ses frères sans rien dire.

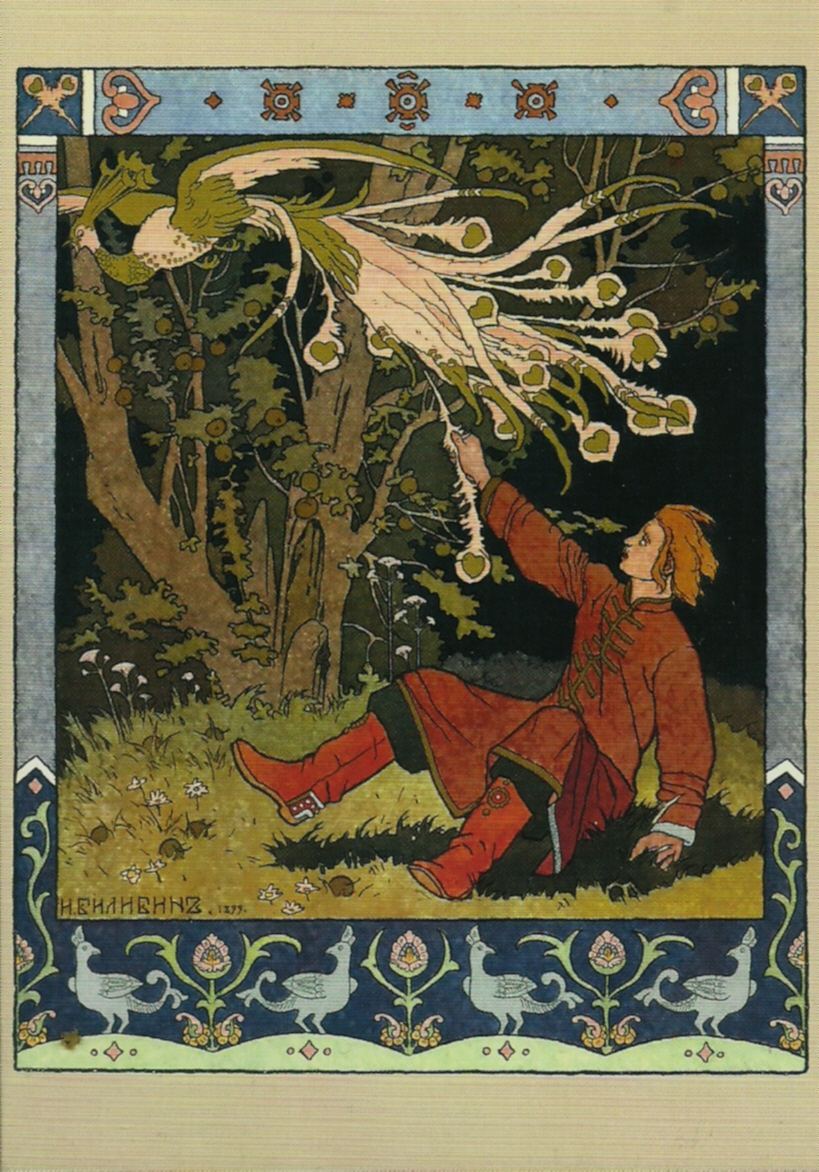
L’Oiseau de Feu, par Ivan Bilibine

Arrivés le lendemain matin dans la capitale, les frères vont au marché aux chevaux. Un dignitaire prévient le tsar que de magnifiques chevaux sont en vente et celui-ci vient les acheter sur-le-champ. Cependant, les chevaux s’échappent des écuries du tsar et viennent retrouver Ivan. Le tsar dans sa sagesse décide alors d’engager Ivan comme maître d’écurie. Il accepte et fait venir ses frères à qui il donne de l’argent. Les frères se trouvent chacun une épouse et vivent paisiblement. Quant à Ivan, il continue de travailler dans les écuries, mais il suscite la jalousie d’un boyard qui en était le maître autrefois. Celui-ci décide une nuit d’espionner le jeune garçon, car il avait remarqué qu’il ne venait jamais lui-même nettoyer les écuries et soigner les chevaux, alors qu’ils étaient bien nourris et bien entretenus.
En se cachant, le boyard aperçoit  Ivan entrer dans les écuries et, tirant de son chapeau la plume de l’Oiseau de Feu, il obtient de la lumière pour pouvoir nettoyer l’endroit et s’occuper des chevaux. Le lendemain, le boyard va tout raconter au tsar qui fait venir auprès de lui Ivan, pour qu’il lui donne cet Oiseau de Feu. Ivan est désemparé et demande de l’aide au Petit Cheval bossu.
Il part avec son petit cheval vers la forêt profonde retrouver l’oiseau. Au bout d’une semaine, ils y arrivent. Dans une clairière, ils trouvent une colline d’argent. Le Petit Cheval bossu explique à Ivan que l’Oiseau de Feu y habite. Ivan répand alors des graines et laisse du vin que lui avait donné le tsar pour le voyage, afin d’attirer l’oiseau. Il réussit à s’en emparer et l’apporte au tsar. Rempli de joie, celui-ci nomme Ivan grand écuyer. 
Au bord de l’océan habite une jeune et belle princesse, que l’on disait fille de la Lune et sœur du Soleil, qui chante et joue de la musique. Le boyard suggère au tsar d’y envoyer Ivan, afin qu’il la mène au tsar. Le Petit Cheval bossu conseille à Ivan de demander au tsar de lui donner deux draps, une tente brodée d’or, de beaux couverts et toutes sortes de friandises. Ils arrivent enfin au bord de l’océan, dressent la tente et disposent les friandises. Au bout de quelque temps, poussée par la curiosité, la belle princesse arrive près de la tente, y entre en chantant et en jouant de la cithare. Ivan se saisit d’elle. Mais touché par ses chants, il ne la mène au tsar que le lendemain.
Arrivée à la cour, elle est présentée au tsar qui décide de l’épouser le lendemain, mais elle demande qu’auparavant on aille lui chercher son anneau qui est resté au fond de l’océan. Le tsar y envoie Ivan et la princesse demande à Ivan de saluer pour elle sa mère la Lune et son frère le Soleil.
En arrivant à l’océan, Ivan et le Petit Cheval bossu rencontrent une grande baleine échouée, avec un village sur le dos, qui, apprenant qu’ils allaient au palais du Soleil, leur fait promettre de demander pourquoi elle avait été condamnée à être échouée. Ils promettent et se rendent au térème (maison traditionnelle) de la princesse, où le Soleil habite la nuit et où la Lune se repose le jour. Apprenant que le tsar veut épouser sa fille, la Lune entre dans une grande colère et déclare qu’elle ne donnera la princesse qu’à un beau jeune homme et non point à un vieux tsar. Quant à la baleine, elle avait été condamnée à rester prisonnière sur le bord de l’océan, car, dix ans plus tôt, elle avait avalé trois dizaines de navires. Elle ne serait pardonnée que si elle les libérait et pourrait alors retourner dans les profondeurs de la mer. 
Sur le chemin du retour, Ivan rapporte les mots de la Lune à la baleine qui aussitôt libère les navires ; les habitants qui vivaient sur son dos la quittent alors immédiatement. Enfin libre, elle retourne en mer, mais auparavant elle demande à Ivan comment le remercier. Ivan lui dit d’aller chercher l’anneau de la princesse. La baleine envoie alors ses huîtres et ses coquillages le chercher au fond de la mer. Au bout de longues heures, ils le trouvent et le donnent à Ivan qui, victorieux, le rapporte à la capitale.
Le tsar offre l’anneau à la princesse, mais elle refuse une nouvelle fois de l’épouser, l’estimant trop âgé pour elle.
Elle lui donne toutefois un moyen pour retrouver la jeunesse : il suffit d’apporter trois chaudrons, l’un d’eau froide, l’autre d’eau chaude et le dernier d’eau bouillante et de se baigner dedans. Le tsar se méfie et demande à Ivan de passer le premier. Le Petit Cheval bossu lui apporte son aide en se trempant la tête, la queue et en hennissant vers Ivan, c’est seulement après qu’il peut se tremper lui aussi. Après le troisième chaudron, il se transforme en prince magnifique.
Aussitôt, le tsar se précipite en voyant le beau résultat, mais il meurt... ébouillanté ! Le peuple alors reconnaît la belle princesse comme sa tsarine. Elle prend la main d’Ivan et le place sous la couronne du marié. Les noces commencent et le peuple danse et se réjouit avec ses nouveaux souverains.

## Adaptations
- Koniok-gorbunok, film soviétique réalisé par Alexandre Rou, sorti en 1941
- Le Petit Cheval bossu, film d'animation soviétique d'Ivan Ivanov-Vano sorti en 1947
- Le Petit Cheval bossu, film russe de Oleg Pogodine sorti en 2021